# 淡路市役所
淡路市役所（あわじしやくしょ）は、日本の地方公共団体である兵庫県淡路市の執行機関としての事務を行う施設（役所）である。

## 概要
津名郡淡路町、津名町、北淡町、一宮町、東浦町が合併したと同時に発足した、淡路市の政治の中枢となる庁舎である。
津名郡5町合併前の2003年（平成15年）に行われた第一回合併協議会で新事務所を津名町内と決定。
2015年（平成27年）に淡路市役所第二庁舎が本庁舎南西部に増築された。

## 組織・施設
- 議会事務局
- 企画情報部
- 総務部
- 危機管理部
- 健康福祉部（福祉事務所）
- 産業福祉部
- 都市整備部
- 会計
- 教育委員会教育部
- 選挙管理委員会
- 農業委員会
- 監査委員・固定資産評価審査委員会

### 支所
いずれも旧町役場。
| 岩屋事務所（旧淡路町役場） |
| 北淡事務所（旧北淡町役場） |
| 一宮事務所（旧一宮町役場） |
| 東浦事務所（旧東浦町役場） |

### 淡路市役所本庁舎概要
| 階 | 概要 |
| -- | --- |
| 3F | 議場 議会事務局 正・副議長室 議員控室 機械室 教育委員会事務局 教育長室 記者室 第4会議室 第5会議室 倉庫 喫煙室 委員会室 テラス                                                                                             |
| 2F | 大会議室 下水道部（下水道課） 都市整備部（建設課） 企画部（企画課） 産業振興部（産業振興課） 総務部（財務課、総務課） 市長室 助役室 選挙管理委員会事務局 監査委員事務局 農業委員会事務局 第3会議室 書庫 印刷室 サーバー室 |
| 1F | 市政情報コーナー 市民生活部（市民課） 健康福祉部（福祉総務課、社会福祉課、健康増進課） 総務部（税務部） 会計課 第1会議室 第2会議室 防災無線室 相談室 収入役室 オイルポンプ室 消火ポンプ室 宿直室 更衣室 警備員室 休憩室   |

## 窓口受付時間
月曜日から金曜日8時30分から17時15分まで
（祝日・休日・年末年始を除く）

## アクセス
淡路市役所（本庁舎）
〒656-2225 兵庫県淡路市生穂新島8
神戸淡路鳴門自動車道津名一宮ICから車で6分
岩屋事務所（旧淡路町役場）
〒656-2401 兵庫県淡路市岩屋1514番地18
神戸淡路鳴門自動車道淡路ICから車で4分
北淡事務所（旧北淡町役場）
〒656-1711 兵庫県淡路市富島25番地41
神戸淡路鳴門自動車道北淡ICから車で8分
一宮事務所（旧一宮町役場）
〒656-1511 兵庫県淡路市郡家170-1
神戸淡路鳴門自動車道津名一宮ICから車で8分
東浦事務所（旧東浦町役場）
〒656-2311 兵庫県淡路市久留麻239-1
神戸淡路鳴門自動車道東浦ICから車で3分